# Nil Recurring
Nil Recurring es un EP de la banda inglesa de rock progresivo Porcupine Tree, editado el 17 de septiembre de 2007. En total, cuenta con 29 minutos de música escritos en las sesiones de grabación de Fear of a Blank Planet. También está disponible en la versión en DVD de dicho disco.
La canción "Cheating the Polygraph" fue interpretada en directo antes de la edición de este EP, y aparece en el DVD Anesthetize. Inicialmente iba a formar parte de Fear of a Blank Planet, aunque fue finalmente sustituida por "Way Out of Here". En la versión en formato LP de dicho disco, "Cheating the Polygraph" aparece entre "My Ashes" y "Anesthetize".
La primera edición de este trabajo se limitó a 5000 copias en formato digipak. La demanda de copias por parte de los fanes de la banda hizo que se volviese a programar una segunda edición del mismo, que se distribuyó a partir del 18 de febrero de 2008 en el sello Peaceville Records.
La canción "Nil Recurring" incluye una colaboración del guitarrista de King Crimson Robert Fripp. Además, el estribillo de "Normal" es una variante alternativa del de "Sentimental", de Fear of a Blank Planet.

## Lista de canciones
1. "Nil Recurring" 6:08
2. "Normal" 7:09
3. "Cheating the Polygraph" 7:10
4. "What Happens Now?" 8:23

- Datos: Q58232